# میخ مقدس

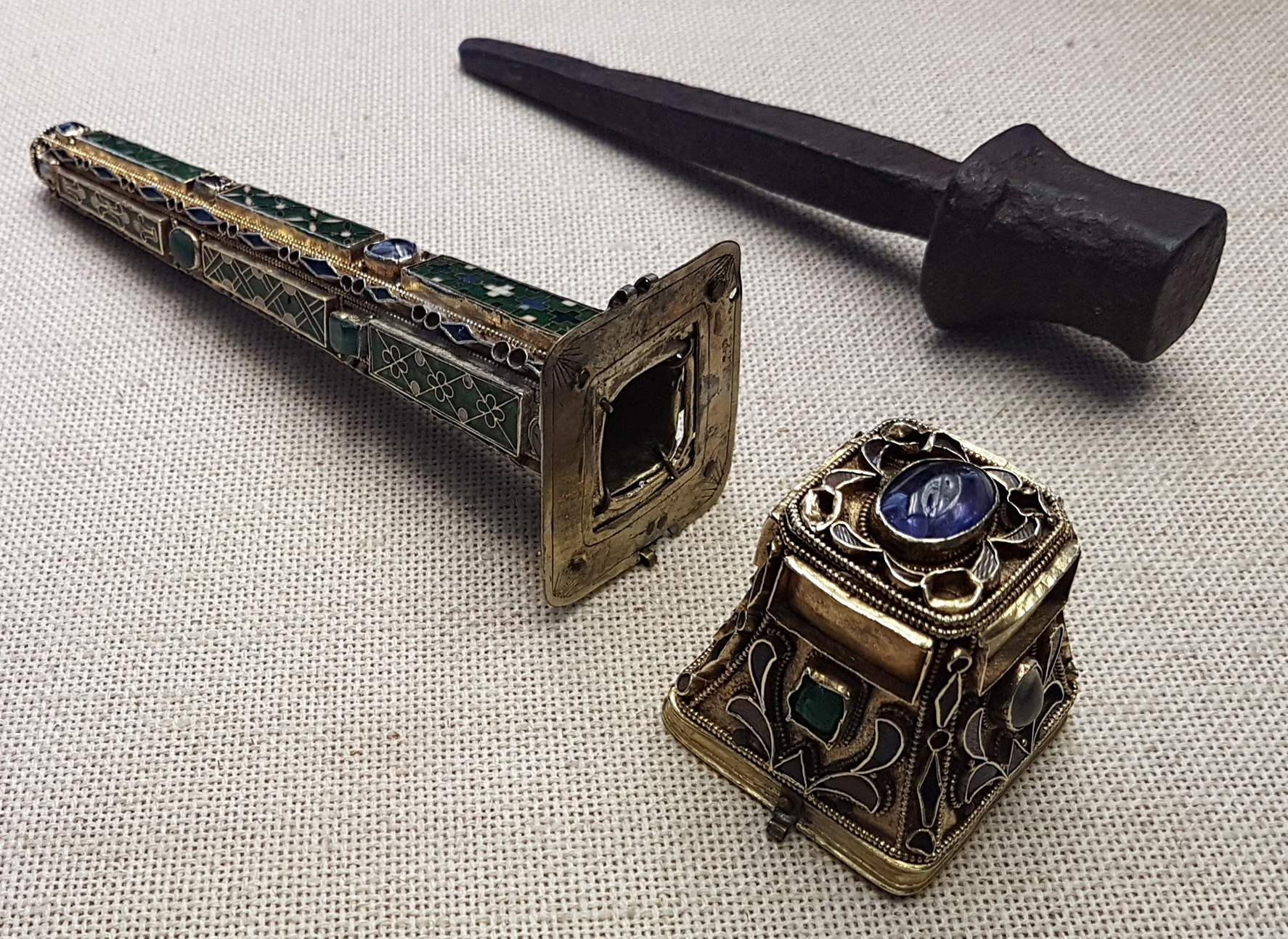
میخ مقدس

میخ مقدس (انگلیسی: Holy Nail) یکی از آثار مرتبط با عیسی است که ادعا می‌شود تصلیب عیسی توسط آن انجام شده و در میان برخی از مسیحیان مورد احترام است.